# Cá ngựa Tây Úc
Cá ngựa Tây Úc, tên khoa học Hippocampus subelongatus, là một loài cá thuộc họ Syngnathidae. Nó là loài đặc hữu của Úc. Các môi trường sống tự nhiên của chúng là open seas and shallow seas.